# 1819 na literatura

## Nascimentos
| Data              | Nome                                        | Profissão                | Nacionalidade                              | Observações | Ref |
| ----------------- | ------------------------------------------- | ------------------------ | ------------------------------------------ | ----------- | --- |
| Data desconhecida | Luís Xavier Abongit                         | escritor e padre jesuíta | Reino Unido de Portugal, Brasil e Algarves | m. 1898     |     |
| 1 de agosto       | Herman Melville                             | escritor                 | Estados Unidos                             | m. 1891     |     |
| 22 de novembro    | George Eliot (pseudónimo de Mary Ann Evans) | escritora                | Inglaterra                                 | m. 1880     |     |

## Mortes
| Data        | Nome                | Profissão             | Nacionalidade                  | Observações | Ref   |
| ----------- | ------------------- | --------------------- | ------------------------------ | ----------- | ----- |
| 23 de março | August von Kotzebue | dramaturgo e escritor | Sacro Império Romano-Germânico | n. 1761     | [ 1 ] |